# Franz-Wilhelm Matejka
Franz-Wilhelm Matejka est un joueur autrichien de tennis, né le 26 décembre 1896 à Vienne.

## Carrière
- 1928 : 1/8 de finale à Roland Garros, perd contre René Lacoste (6-2, 6-0, 6-3)
- 1929 : 1/8 de finale à Roland Garros, perd contre Francis Hunter (6-0, 2-6, 6-1, 6-4)
- 1932 : 1/8 de finale à Roland Garros, perd contre Fred Perry (6-2, 6-4, 6-4)

Autre participation, 2e tour en 1930.
Wimbledon 1928 (1/16), 1929, 1931 (1/16), 1932, 1933, 1934 (1/16) et 1935.
Il joue en Coupe Davis de 1927 à 1934. 15 rencontres, en simple (victoires/défaites) : 20/9 ; en double : 2/4 ; total : 22/13.

## Palmarès

### Titres
- 1933 : Cannes, bat George Lyttleton-Rogers (8-6, 3-6, 2-6, 6-3, 6-4)[1]
- 1934 : Championnat d'Autriche, bat Georg von Metaxa (6-3, 4-6, 5-7, 6-3, 6-4)

### Finale
- 1930 : Championnat d'Autriche, perd contre Bill Tilden (6-3, 6-1, 8-6)
- 1928[2] : Championnat de Méditerranée orientale (Athènes), perd contre Roderich Menzel(6-2, 7-5, 6-3)